# طرب (موسيقى إفريقية)
الطرب (بالسواحيلية: Taarab أو Tarabu) هو لون موسيقي شائع في تنزانيا وكينيا، تأثر بالتراث الموسيقي في منطقة البحيرات العظمى الأفريقية وشمال أفريقيا والشرق الأوسط وشبه القارة الهندية. صعد نجم موسيقى الطرب سنة 1928، مع بزوغ نجم ستي بنت سعد ـ التي يحلو للبعض مقارنتها بمعاصرتها المصرية أم كلثوم ـ كأول فنانة بارزة في هذا اللون الموسيقي.
وفقًا للرواية الشائعة في تنزانيا، فإن السلطان برغش بن سعيد، ثاني سلاطين زنجبار (1870 ـ 1888)، هو الذي أدخل موسيقى الطرب ـ التي كان يهواها ـ إلى زنجبار، لتنتشر لاحقًا إلى منطقة البحيرات العظمى الأفريقية. وتذكر الرواية أن السلطان استحضر فرقة طرب من مصر لتؤدي أغانيها بين يديه في قصره المسمى ببيت العجب، ثم أرسل إلى مصر فنانًا يدعى محمد إبراهيم ليتعلم الموسيقى والعزف، فكوّن محمد إبراهيم لدى عودته فرقة طرب زنجبارية.

## من أبرز فناني الطرب
- ستي بنت سعد
- بي كيدوده